# Zond–4
Zond–4 (oroszul: Зонд–4) holdrepülésre szánt szovjet Szojuz 7K–L1 űrhajó, melyet a Zond-program keretében személyzet nélkül indítottak.

## Küldetés
Feladata a Szojuz 7K–L1 új űrhajó fedélzeti rendszereinek működési ellenőrzése űrkörülmények között. Az emberrel végrehajtott holdrepülés előkészítését szolgálta. A két prototípus, majd a Szojuz 7K–L1 két sikertelen indítása után a Zond–4 volt az űrhajó első sikeres repülése.

## Jellemzői
1968. március 2-án a Bajkonuri űrrepülőtér indítóállomásról egy Proton hordozórakétával (UR-500K) indították Föld körüli parkolópályára. Hajtóművének beindításával, pályamódosítással a második kozmikus sebességet elérve indult a Hold felé. Pályaadatai segítették, hogy a Hold gravitációs hatását felhasználja visszatérésre. Az orbitális egység parkolópályája 88,41 perces, 51.53 fokos hajlásszögű, elliptikus pálya-perigeuma 192 kilométer, apogeuma 205 kilométer volt. Az alapműszereken túl protondetektorokat és a rádiókapcsolat ellenőrzését elősegítő, különböző frekvenciatartományokban működő egységet szereltek fel.
1968. március 9-én visszatérve a Föld légkörébe, egy vezérlőhiba miatt a Guineai-öböl felett 10 kilométer magasságban megsemmisítették.

## Technikai adatok
- Energiaellátását akkumulátorok és napelemek összehangolt egysége biztosította.
- Tömege 5140 kilogramm, hossza 4,5 méter, átmérője 2,72-2,2 méter. A hengeres testhez kapcsolódó napelemeinek fesztávolsága 10 méter.
- Fő részei a visszatérő kabin és a műszaki egység.
  - A visszatérő kabin tartalma: rádió-vevőberendezés, akkumulátorok, hőszabályozó rendszer, tudományos műszerek, a kísérleti állatok és növények tartályai, nagy felbontóképességű fotóberendezés.
  - A műszaki egység tartalma: vezérmű, a telemetriai, az energiaellátó és az orientációs rendszer, a korrekciós és fékező hajtóművek, a hőszabályozás elemei, külső felületén a napelemek és a parabolaantenna.